# Mioma
Mioma ist eine Gemeinde (Freguesia) im portugiesischen Kreis Sátão. In ihr leben 1164 Einwohner (Stand 19. April 2021).